# دنیل باتی
دنیل باتی (انگلیسی: Daniel Batty؛ زادهٔ ۱۰ دسامبر ۱۹۹۷) بازیکن فوتبال اهل انگلستان است.
از باشگاه‌هایی که در آن بازی کرده‌است می‌توان به باشگاه فوتبال هال سیتی اشاره کرد.